# 濵村悠太郎
濵村 悠太郎（はまむら ゆうたろう、1999年9月11日 - ）は、日本のプロボクサー。福岡県出身。

## 略歴・人物
1999年、福岡県北九州市生まれ。北九州市立西小倉小学校、北九州市立思永中学校卒業。
日章学園高等学校卒業。駒沢大学卒業。
サウスポー。ライセンスはC級。フライ級。ニックネームは悠太郎。『九州を背負って戦うボクサーになる』ことを目標とする。

ボクシングを始めたのは、市原隼人主演の映画『ボックス!』がきっかけであり、強い男に憧れ、映画を見た翌日、親に内緒でボクシングジムの扉を叩く。

## 戦績
- 2015年
  - 平成27年度高校選抜 3位
- 2022年〜2023年
  - 西部日本フライ級新人王　アンダージュニア全国大会優勝
- 2023年
  - 4月2日- スーパーフライ級4回戦   濵村悠太郎（YANAGIHARA）VS長井真太郎（宇部） 3-0 で優勝[4]